# Verdrag van Falaise

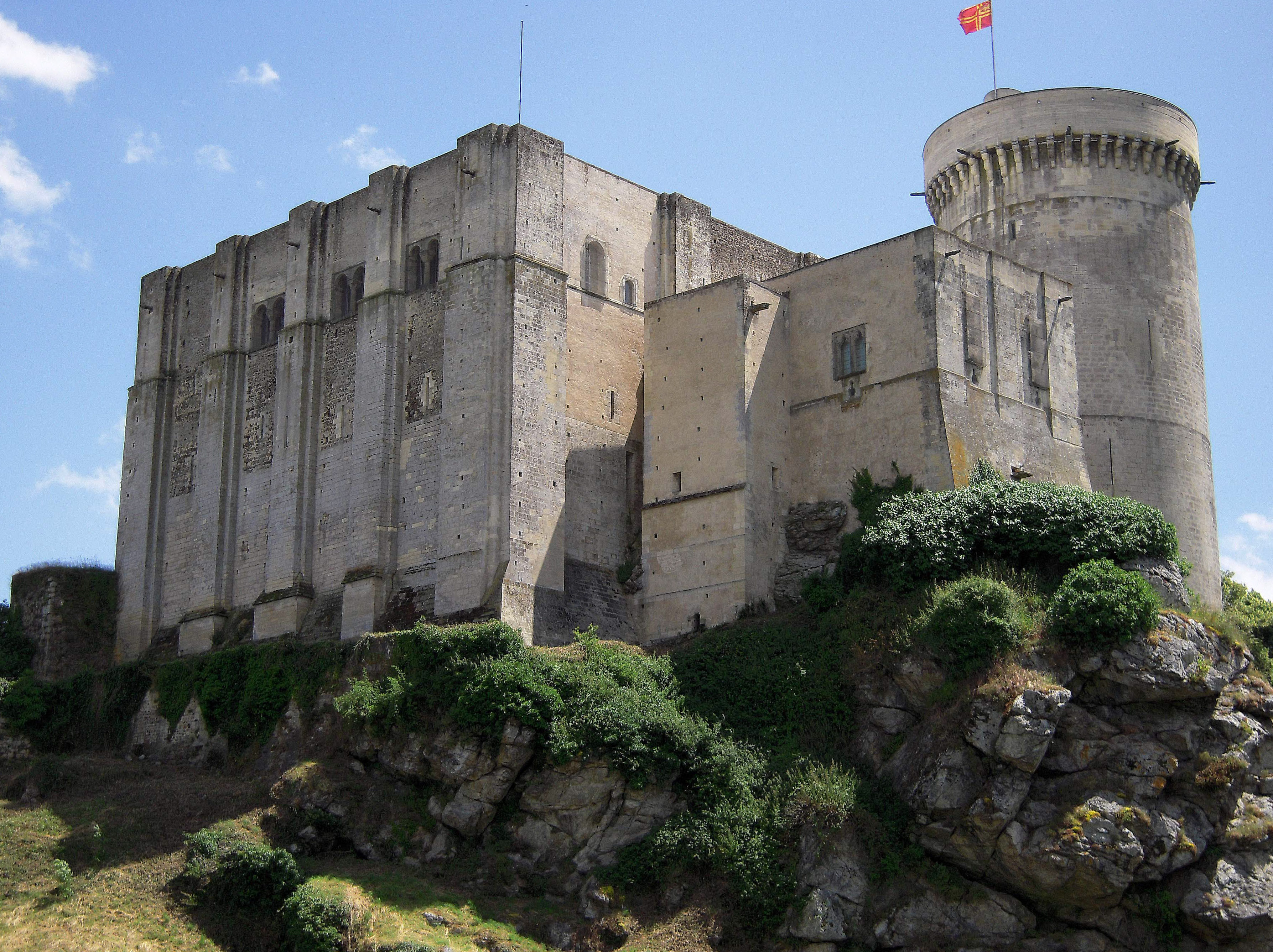
Het kasteel van Falaise, waar Willem gevangen werd gehouden en het verdrag werd afgesloten.

Het Verdrag van Falaise was een overeenkomst die in december 1174 werd gesloten tussen de vorsten Willem I van Schotland en Hendrik II van Engeland.

## Geschiedenis
Willem I van Schotland was tijdens de Slag bij Alnwick gevangen genomen door de Engelsen tijdens een militaire campagne van hem in Northumbria. Kort na zijn gevangenname stuurde koning Hendrik II een leger naar Schotland en bezette de kastelen van Berwick en Edinburgh. Tijdens zijn gevangenschap verbleef Willem in Falaise. Aangezien hij nog geen kinderen had begon hij met de Engelse koning te onderhandelen over zijn toekomst om te voorkomen dat de lijn van Schotse koningen zou uitsterven. De twee koningen kwamen gezamenlijk een verdrag overeen waarin Willem Hendrik erkende als zijn leenheer en bleven de Engelse garnizoenen in de Schotse kastelen gehandhaafd.
In een periode van vijftien jaar moest Willem de Engelse koning accepteren als zijn leenheer. Toen Richard I van Engeland in 1189 de nieuwe Engelse koning werd verkocht hij Zuid-Schotland en de andere bepalingen in het verdrag aan Willem I om zijn kruistocht te kunnen financieren.